# 云一立
云一立（1922年9月—1995年3月11日），又名云彦林，蒙古族，内蒙古土默特左旗塔布赛乡乃莫板申村人。中国人民解放军内蒙古军区政治委员。1958年、1964年、1977年、1983年，分别当选内蒙古自治区第二届、第三届、第五届、第六届人大代表。

## 生平
4岁丧母。7岁随父逃荒到四子王旗白彦花一带给人种地打工糊口。10岁时到塔布村给富人打长工。1940年5月随云浦(乌兰夫亲弟，1948年牺牲)上了大青山加入中共领导的蒙古抗日游击队。1940年7月被土默特旗蒙古工委选送赴延安学习。1941年12月加入中国共产党。
1983年4月退二线。1984年7月离休。